# Затерянное место
«Затерянное место» (англ. Never Let Go) — американский психологический триллер режиссёра Александра Ажа по сценарию Кевина Кофлина и Райана Грассби с Хэлли Берри в главной роли.

## Сюжет
Мать вместе с двумя сыновьями-близнецами уже много лет преследует злой дух. Однако, когда один из мальчиков начинает сомневаться в существовании зла, священные узы семьи разрушаются, что приводит к опасной борьбе за выживание.

## В ролях
- Хэлли Берри[5]
- Перси Даггс IV
- Энтони Б. Дженкинс

## Производство
В августе 2020 года сценарий фильма ужасов Кевина Кофлина и Райана Грассби Mother Land был приобретён компанией Шона Леви 21 Laps Entertainment, дистрибьютором стала компания Lionsgate Films. В апреле 2021 года Марк Романек был нанят в качестве режиссёра фильма. В следующем месяце было объявлено, что Романек покинул проект, и режиссёром стал Александр Ажа, а к актёрскому составу присоединилась Хэлли Берри. В июне 2022 года Lionsgate продала международные права нескольким компаниям во время Каннского кинофестиваля. В апреле 2023 года Перси Даггс IV и Энтони Б. Дженкинс вошли в актёрский состав фильма получившем название «Никогда не отпускай».
Основные съёмки проходили в Ванкувере с 17 апреля по 2 июня 2023 года.
Премьера фильма в США состоялась 20 сентября , а в Европе 26 сентября 2024 года.

## Отзывы и оценки
На сайте Rotten Tomatoes фильм имеет рейтинг 58 % основанный на 89 отзывах, со средней оценкой 6.2/10. 